# Костёл Святого Варфоломея (Вильнюс)
Костёл Свято́го Варфоломе́я (лит. Švento apaštalo Baltramiejaus bažnyčia, пол. Kościół Świętego Bartłomieja, бел. Касьцёл Сьвятога Барталамея) в Вильнюсе — римско-католический костёл во имя апостола Варфоломея на Заречьи; возведённый в XVII веке, перестроенный в 1824 году.
С 1996 года костёл принадлежит белорусам. С 13 марта 2016 года все службы в костёле ведутся на белорусском языке. Службы проходят каждый день в 18:00, а по воскресеньям — две мессы: в 10:00 и 12:00. Единственный храм в городе, где богослужения осуществляются на белорусском языке.
Комплекс зданий храма, плебании, дома и ворот является охраняемым государством объектом культурного наследия регионального значения (код в Регистре культурных ценностей Литовской Республики 28128, код самого храма — 28129).  
Адрес: улица Ужупё, 17a (Užupio g. 17a).

## История

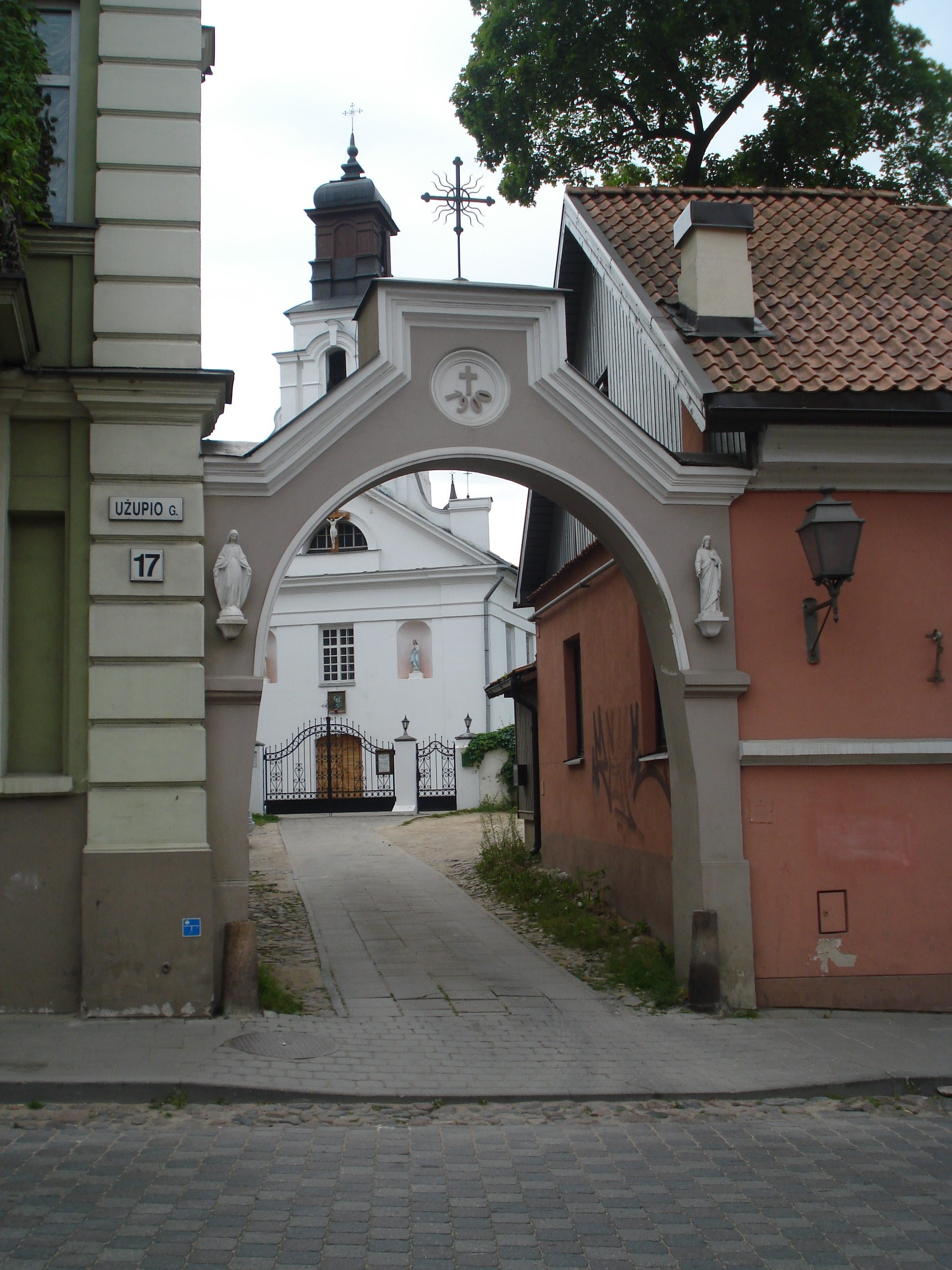
Ворота костёла

На Заречьи с 1644 года существовал монастырь регулярных каноников покаяния (Ordo Canonicorum Regularium Mendicantium Sanctae Mariae de Metro de Poenitentia), в Польше известных под названием марки (поскольку с 1257 года их первоначальной обителью был костёл Святого Марка в Кракове), а в Литве их называли белыми августинцами, поскольку они придерживались монашеского устава Августина Блаженного и носили одежду белого цвета. Первый храм на этом месте сгорел, поражённый ударом молнии.
При нашествии войск Алексея Михайловича в 1655 году деревянные постройки монастыря и храма были сожжены. В 1664 году Ян Райский возвёл каменную часовню. В 1778 году она была перестроена по проекту Мартина Кнакфуса в стиле классицизма. Во время восстания 1794 года здание пострадало и стараниями отца Августина Стодольника было отстроено в 1823—1824 годах по проекту архитектора Кароля Подчашинского, по определению Юлиуша Клосса, в духе «довольно наивного классицизма», а по мнению Владаса Дремы — в эклектичном стиле. В 1881 году (по другим сведениям в 1882 году) была построена колокольня по проекту архитектора Аполлинария Микульского. В таком виде костёл сохранился до наших дней.

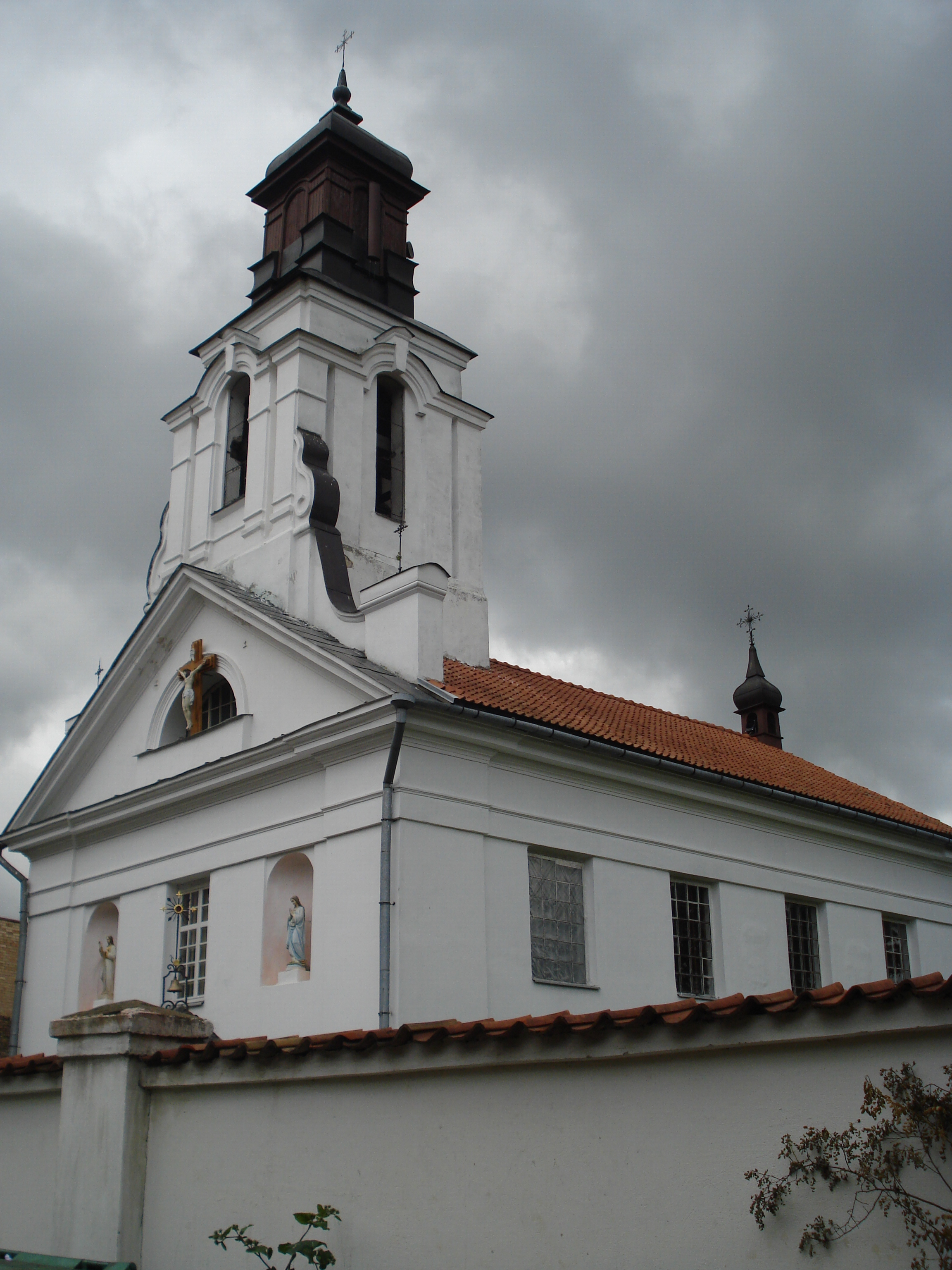
Общий вид

При костёле был образован приход, при нём на средства монахов содержалась приходская школа. В 1779 году в связи с упразднением ордена иезуитов в ведение монастыря белых августинцев был передан костёл Святого Казимира (до 1814 года).
После восстания 1831 года в Литве были закрыты обители белых августинцев в местечке Южинтай (ныне Рокишкского района) и в Виденишках под Молятами. Руководство ордена перебралось в монастырь на Заречьи. Однако в 1845 году и этот монастырь российскими властями был закрыт. Монахи были распределены по монастырям других орденов. Последним приходским священником из числа каноников покаяния был Балтромей Поплавский (Baltramiejus Paplauskis). После его смерти костёл перешёл в ведение бернардинцев из расположенного неподалёку бернардинского монастыря.
После восстания 1863 года в 1864 году был упразднён и бернардинский монастырь. Здания бывшего монастыря белых августинцев и сад были переданы в собственность прихода Судярве; костёл был закрыт, но позволялось служить мессы приходящим священникам. В 1878 году сюда из костёла Святых Иоаннов был перенесён образ девы Марии из бывших Трокских ворот, опекаемый цехом гончаров. На средства этого цеха и была построена башня в 1882 году. С 1883 года в храме возобновились регулярные службы.
Перед Второй мировой войной в Вильне обосновались монахи редемптористы и временно пользовались костёлом Святого Варфоломея для своих молебнов.
В 1949 году советскими властями храм был закрыт, а его три деревянных барочных алтаря были перемещены в костёл Святого Михаила Архангела в Неменчине; судьба двух других неизвестна. В костёле были устроены мастерские скульпторов.
В 1997 году костёл был передан вильнюсской общине белорусов-католиков.
До 2016 года богослужения проходили на польском и белорусском языках. С 2016 года службы ведутся только на белорусском языке.